# Chaire d'innovation technologique Liliane-Bettencourt
La chaire d'innovation technologique Liliane-Bettencourt est une chaire d'enseignement du Collège de France créée en 2007.
Cette chaire, créée en collaboration avec la fondation Bettencourt-Schueller et baptisée du nom de Liliane Bettencourt, est dirigée par un nouveau professeur chaque année. Les enseignements portent sur des secteurs hautement innovants, tels que nanotechnologies, informatique, réseaux de communication, transfert et cryptage de données, ou encore sciences du vivant.
C'est la première chaire du Collège de France entièrement financée par des mécènes privés.
En 2017, elle avait reçu plus de 11 000 auditeurs depuis sa création.

## Enseignements
- 2006-2007 : Jean-Paul Clozel - « La Biotechnologie : de la science au médicament »
- 2007-2008 : Gérard Berry - « Pourquoi et comment le monde devient numérique »
- 2008-2009 : Mathias Fink - « Renversement du temps, Ondes et Innovation »
- 2009-2010 : Patrick Couvreur - « Les nanotechnologies »
- 2010-2011 : Elias Zerhouni - « Grandes tendances de l'innovation biomédicale au XXIe siècle »
- 2011-2012 : Jean-Paul Laumond - « La robotique »
- 2012-2013 : Yves Bréchet - « La science des matériaux »
- 2013-2014 : Philippe Walter - « La physico-chimie dans la création artistique »
- 2014-2015 : Bernard Meunier - « Innovations thérapeutiques : évolutions et tendances »
- 2015-2016 : José-Alain Sahel - « Voir encore : la restauration visuelle en perspectives »
- 2016-2017 : Didier Roux - « Recherche fondamentale, inventions et innovations »
- 2017-2018 : Thomas Ebbesen - « L'Alchimie du Vide. Interactions lumière-matière en chimie physique »
- 2018-2019 : Molly Przeworski (en) - « Origines évolutives des variations génétiques »
- 2019-2020 : Jean-Philippe Bouchaud - « De la physique statistique aux sciences sociales : les défis de la pluridisciplinarité »
- 2021-2022 : Daniel Lincot - « Énergie solaire photovoltaïque et transition énergétique »